# Långholm (vid Galtby, Korpo)
Långholm är en ö i Finland. Den ligger i Skärgårdshavet och i kommunen Pargas i landskapet Egentliga Finland, i den sydvästra delen av landet. Ön ligger omkring 47 kilometer sydväst om Åbo och omkring 190 kilometer väster om Helsingfors.
Öns area är 19,9 hektar och dess största längd är 0,9 kilometer i öst-västlig riktning. Ön höjer sig omkring 30 meter över havsytan. I omgivningarna runt Långholm växer i huvudsak barrskog.